# Xavier Mercadé i Simó
Xavier Mercadé Simó (Barcelona, 15 de febrero de 1967-23 de agosto de 2021) fue un fotoperiodista español.

## Biografía
Especializado en espectáculos y música en vivo, en 1992 fue uno de los fundadores del grupo Enderrock, donde ocupó el lugar de director de fotografía. Es habitual ver sus fotografías en otras publicaciones relacionadas con la música. Empezó a moverse en el campo de la fotografía en 1984, cuando compaginó sus estudios de fotografía en la Escola de Mitjans AudioVisuals (EMAV) con la edición de su fanzine Vollker. Además, ha publicado varios libros: Pasión por el Rock, Freaks, Odio obedecer, Balas Perdidas y Jump Rock.
Ha expuesto sus trabajos en varias muestras, como por ejemplo Bevent passat al claustro de la Diputación Provincial de Gerona sobre el grupo Umpah-Pah, una muestra sobre el grupo Sopa de Cabra, Pròxims visual (con Francesc Fàbregas), o Born Tono Múúú (con otros fotógrafos).

## Obras publicadas
- Mercadé Simó, Xavier (1999). Pasión por el rock: las mejores fotos de concierto. La Máscara. ISBN 9788479743802.
- Mercadé Simó, Xavier (2010). Freaks: la Cara Oculta del Rock. Quarentena Ediciones. ISBN 9788493788063.[12][13][14]
- Odio obedecer - la escena alternativa en los 80. ISBN 978-8415191124
- Mercadé Simó, Xavier (2012). Balas perdidas: qué fue del siglo XX. 66 rpm Edicions. ISBN 9788493952471.[15][16]
- Mercadé Simó, Xavier (2009). Jump Rock (PDF). solo en formato digital)[17][18]